# 高速帆船航路

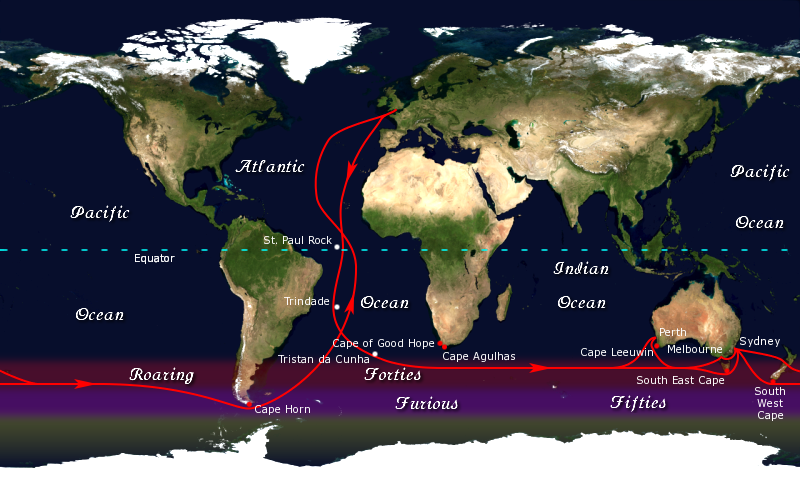
由歐洲出發，經澳洲及新西蘭後回到歐洲的高速帆船航路

在航海中，高速帆船航路是高速帆船的傳統航路之一，此航路以歐洲及遠東或澳洲及新西蘭作兩端，途經大西洋及南冰洋，某些船隻可能會滯留在赤道無風帶數日。此航路由西至東航行，以借用咆哮西風帶的強風來航行。很多船隻因航路本身顛簸，而在大海中迷失，尤其是在合恩角。經過合恩角後，高速帆船要拐彎以進入回到歐洲的航道。
高速帆船航路在蒸汽船出現和巴拿馬運河及苏伊士运河開通後正式被商界废弃。但是，高速帆船航路仍是全球最快的航道，並且仍為某些航海比賽作賽道，如VELUX 5海洋競赛和旺代环球比賽。

## 澳洲和新西蘭航路

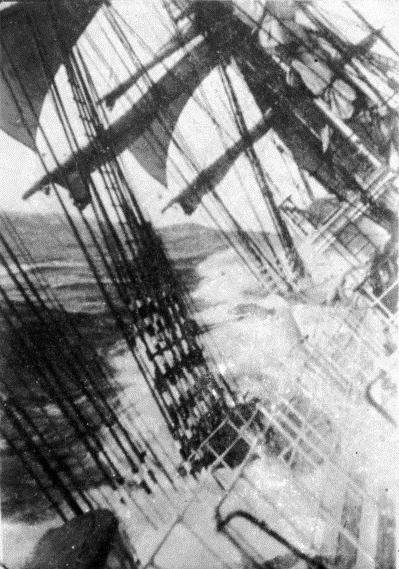
航經合恩角的船隻

由英國經合恩角到澳洲和新西蘭高速帆船航路提供了环游世界的最快航道，因此商船航行此航路能獲取巨大利潤。航行此航路的商船主要運送粮食、羊毛和黃金。但是，此航線經過三個大海岬的南方，包括好望角、露纹角以及合恩角，並因而提高了航行的風險。經此航道的船隻要越過烈風、巨浪，以及冰山。雖然此航路危險，但因經此航道能獲取巨大利潤，很多商家仍然願意在此航道上經商。
以下是阿德莱德市號於1874年載客航行高速帆船航路的航道，以顯示高速帆船航路的大概位置。所有位置皆參考詹姆斯·麦劳克兰的日記。

## 航道的變數

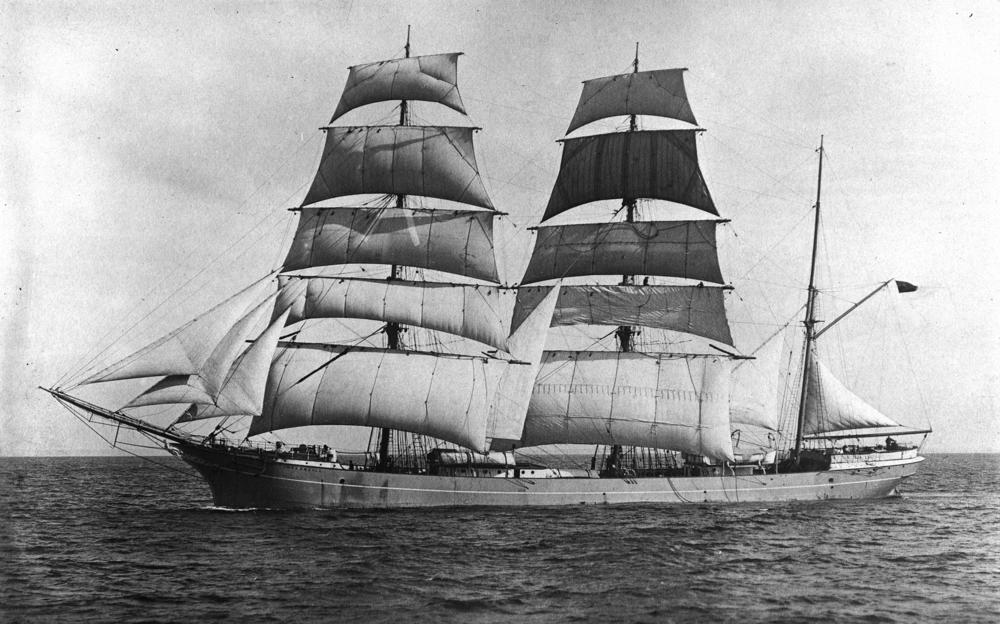
S. V. 加思奥尼尔

高速帆船航路總長度約為3275英里，航行時間約為21日。但是在此航線上航行的船隻在很大程度上是由風決定其去向，而風也會改變方向，因此高速帆船航路的航道和總長度實際上要視乎當時的風向和風速。
曾經有些帆船欲逆道而行，但結果大多為失敗。於1922年，帆船加思華爾嘗試在航道於大西洋南部向東拐彎時，故意向西拐彎航向智利。但在兩次失敗的嘗試後，船長決定放棄，並回歸原本的航道。
而更著名的逆道嘗試則為1919年的加思奥尼尔。她嘗試由墨爾本航行至班伯利，但無法抗衡澳洲南方強烈的海風。因此船長決定向北航行，並且於托勒斯海峽再一次面對強風。加思奥尼尔最後重回航道，經過太平洋、合恩角、大西洋、好望角和印度洋並在76天後回到回到班伯利。

## 现代用途
隨著蒸汽船的出現和苏伊士运河及巴拿马运河的開通，標誌著高速帆船航路的廢棄。但是，高速帆船航路仍保持著其全球最快的帆船航路，因此人們仍選擇此航路作休闲航行，並因此「复兴」了此航路。
弗朗西斯·奇切斯特是首個嘗試在高速帆船航路上高速環球航行的人。奇切斯特本已是一个有名的航海先驱，曾經獨自由倫敦航行至悉尼。他又是单人艇比赛的先驱，並且是单人艇跨大西洋赛的創辦人之一。 當奇切斯特成功完成跨大西洋的挑戰後，他開始尋找能夠讓他進行環球航行的航路。他有意超越单人艇由倫敦到悉尼航行100天的紀錄。他於1966年出發，並於107天後成功到達悉尼。經過48天的休息後，他開始了歸程，並在119天後回到倫敦。
奇切斯特的成功激勵了更多人挑戰高速帆船航路。而周日泰晤士报黃金環球赛亦因此開始舉辦。黃金環球赛除了是首個单人艇帆船環球比赛，還是首個允許參賽者以不同設計的单人艇帆船來參加比賽。此賽事難度高，因此成功不上岸休息並完成環球的只有一人，此人就是罗宾·诺克斯·约翰斯顿。他亦成為了首個經高速帆船航路航行，不上岸休息並完成環球的人。
在現代，高速帆船航路仍有幾項定期举行的比賽。沃尔沃环球帆船赛是一個可中途上岸休息的比賽，每四年舉辦一次。而在兩個单人艇帆船比赛中，VELUX 5海洋競賽可以讓選手中途上岸休息，而旺代環球則不可以讓選手中途上岸休息。
於2005年3月，布鲁诺·佩罗恩和他的團隊乘著雙體船橙Ⅱ，刷新了高速帆船航路的最快環球航行紀錄。其紀錄為50天，16小时，20分4秒。
於2005年，艾伦·麦克阿瑟亦刷新了單人艇不上岸休息並完成環球的紀錄。她的紀錄為71天，14小时18分33秒。
於2008年，弗朗西斯·茹瓦永又刷新了麦克阿瑟的紀錄。茹瓦永的紀錄為57天，13小时，34分6秒。

## 外部連結
- 在恶劣天气中的高速帆船 （页面存档备份，存于）